# Constitución de Ecuador de 1843
La Constitución de Ecuador de 1843, denominada oficialmente como Constitución Política de la República del Ecuador, más conocida también como Carta de la Esclavitud, fue la tercera carta magna del Estado del Ecuador, y la segunda de la República del Ecuador.
Fue redactada por la Convención Nacional de 1843 en la ciudad de Quito, bajo el segundo gobierno del general Juan José Flores.
Sucedió a la Constitución de 1835, redactada por orden de Vicente Rocafuerte, y duró dos años, hasta la Revolución marcista.
Esta constitución establecía, entre otras cosas, un período de funciones del titular del Poder ejecutivo más largo, con lo cual el general Flores buscaba permanecer más tiempo en el poder. 
La fuerza comercial de Guayaquil recibió con desagrado la nueva carta magna y empezaron a aparecer los primeros movimientos en contra de Flores. 
El 6 de marzo de 1845 inició la Revolución marcista, la cual concluyó con la derrota de Flores, y prosiguió con la promulgación de la Constitución de 1845.